# Ісаакіївська площа
Ісаакіївська площа (рос. Исаакиевская площадь) — площа, розташована в Адміралтейському муніципальному окрузі Адміралтейського району Санкт-Петербурга. З півночі обмежована Адміралтейським проспектом, з півдня — Маріїнським палацом. Поряд з Палацовою й Сенатською площами. Ісакіївську площу традиційно відносять до архітектурного ансамблю центральних площ міста. Ісаакіївський майдан вважається головним адміністративним. У складі історичної забудови центру Санкт-Петербурга площа включена у список Всесвітньої спадщини.
Площа має велике культурно-історичним значенням тут розташовано безліч пам'яток історії та архітектури XIXXX сторіч, в тому числі Ісаакіївський собор, Маріїнський палац, готелі «Асторія» та «Англетер». Сусідство з основними пам'ятками й престижними готелями міста робить Ісаакіївську площу привабливою для туристів.
1. ↑  https://ru-monuments.toolforge.org/wikivoyage.php?id=7802535000